# Édouard Herriot

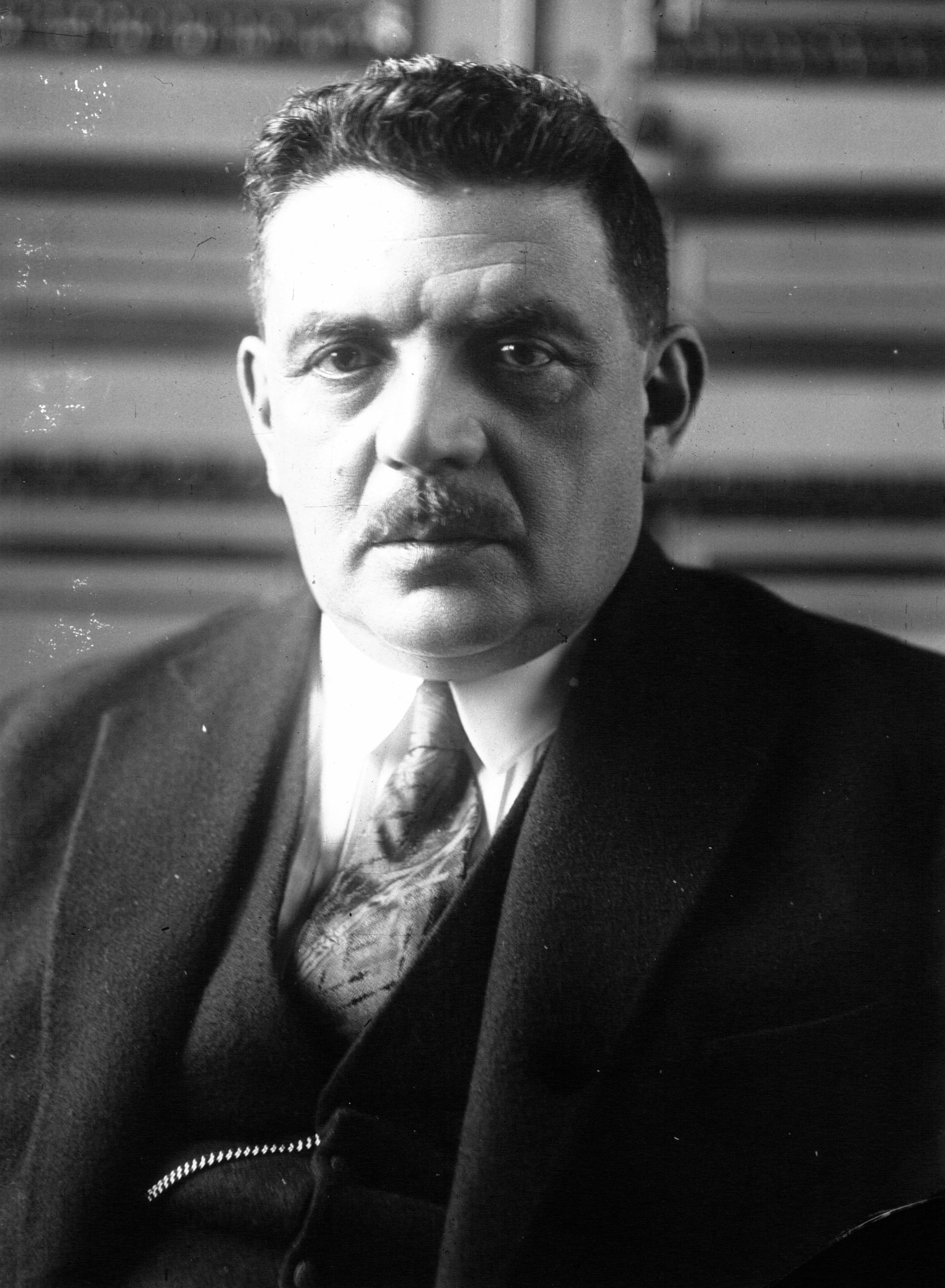
Édouard Herriot (1924)

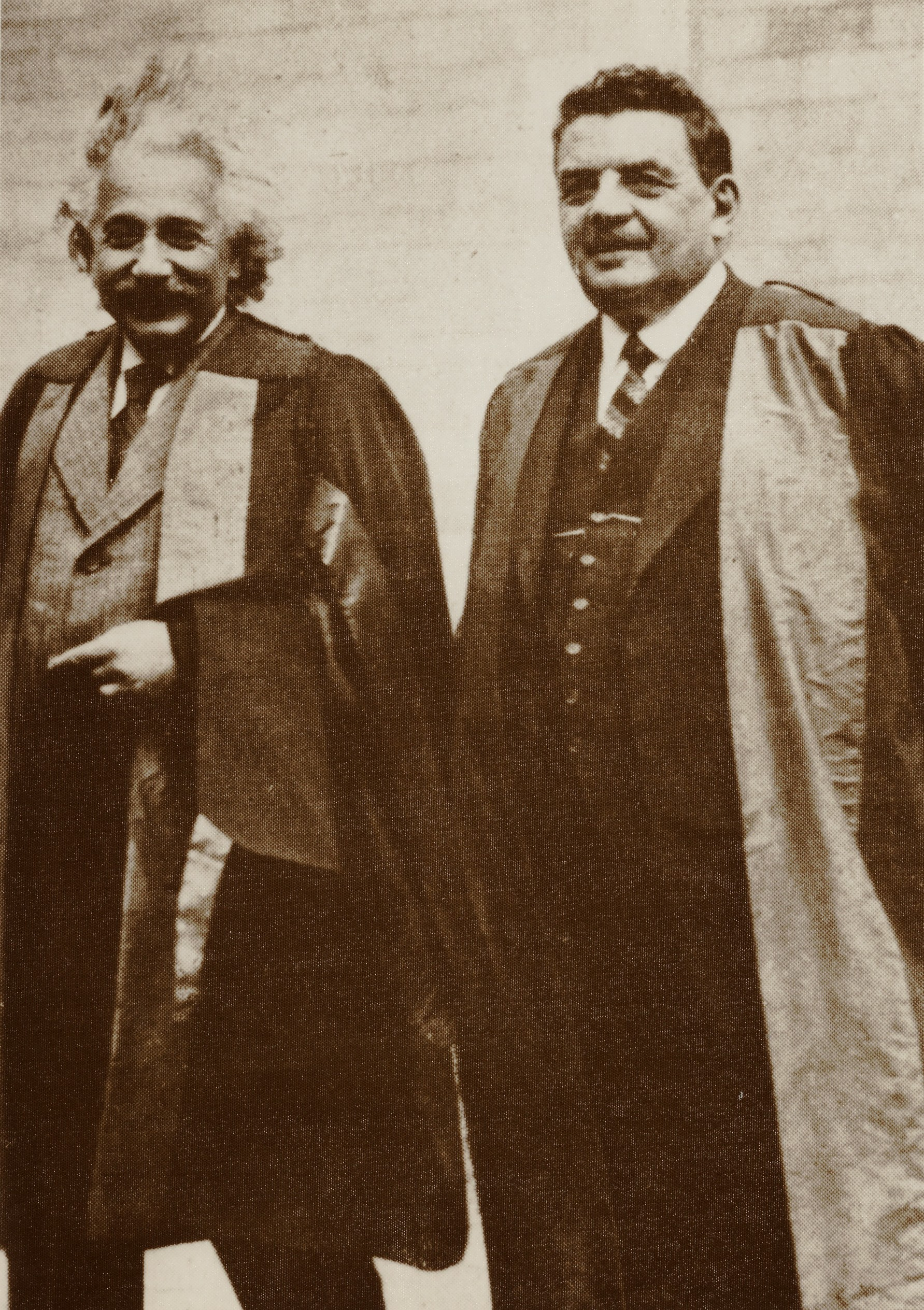
Albert Einstein und Édouard Herriot bei der Verleihung der Ehrendoktorwürde der University of Glasgow 1933

Édouard Herriot (* 5. Juli 1872 in Troyes; † 26. März 1957 in Saint-Genis-Laval, Département Rhône) war ein französischer Politiker der Radikalen Partei. Er war von Juni 1924 bis April 1925 und von Juni bis Dezember 1932 Premierminister, 1925–26 und 1936–40 Präsident der Abgeordnetenkammer sowie 1947–1954 Präsident der Nationalversammlung. Zudem war Herriot 1905–1940 und 1945–1957 Bürgermeister von Lyon.

## Leben
Herriot wuchs als Sohn eines Leutnants der Infanterie in Troyes auf. Mit 15 Jahren erhielt er ein Stipendium, um die letzten Schuljahre am Lycée Louis-le-Grand in Paris zu besuchen. Dort legte er das Baccalauréat mit dem Prädikat sehr gut ab und absolvierte die geisteswissenschaftliche Vorbereitungsklasse. Nach seinem Studium an der École normale supérieure in Paris bestand er 1894 die Agrégation (Lehrbefugnis für höhere Schulen) in lettres (Sprachen und Literatur) als Jahrgangsbester. Anschließend arbeitete Herriot als Rhetoriklehrer in Nantes und Lyon. Sein 1898 veröffentlichtes Werk über den hellenistisch-jüdischen Philosophen Philon von Alexandria wurde mit dem prix Victor-Cousin der Académie des sciences morales et politiques ausgezeichnet. 
Am 30. Oktober 1899 heiratete Herriot in Lyon Blanche Rebatel (1877–1962). Sein Schwiegervater, der Arzt und Politiker Fleury Rebatel, war Präsident des Generalrats des Départements Rhône.
Herriot wurde durch die Dreyfus-Affäre Ende des 19. Jahrhunderts politisiert, die ihn veranlasste, der antiklerikalen Radikalen Partei (Parti radical) beizutreten und die Lyoner Sektion der Französischen Liga für Menschenrechte (Ligue française pour la défense des droits de l’Homme et du citoyen) zu gründen.
Herriot war 1905 bis 1957 mit einer Unterbrechung während der deutschen Besatzung während des Zweiten Weltkrieges Bürgermeister von Lyon. Von 1912 bis 1919 war er im Senat.
Nach dem Sieg der Linken (Cartel des gauches) bei den Wahlen zur Abgeordnetenkammer von 1924 wurde Herriot zum ersten Mal Regierungschef und Außenminister. Er setzte sich für die internationale Abrüstung ein. In seiner Regierungszeit wurden die französischen Truppen aus dem Rheinland und dem Ruhrgebiet abgezogen und die Sowjetunion diplomatisch anerkannt. Herriot unterstützte die Ziele der von Coudenhove-Kalergi gegründeten Paneuropa-Union. Dagegen scheiterte sein Bestreben, im Elsass und in Lothringen den Einfluss der Kirche zurückzudrängen sowie die diplomatischen Beziehungen zum Vatikan abzubrechen, am innenpolitischen Widerstand. Aufgrund der Wirtschafts- und Finanzkrise, die Herriot nicht in den Griff bekam, musste er nach nur zehnmonatiger Regierungszeit im April 1925 zurücktreten.
Er wurde nunmehr Vorsitzender der Abgeordnetenkammer. Von diesem Amt trat er 1926 aus Protest zurück, als die Regierung von der Abgeordnetenkammer Sonderbefugnisse zur Lösung der Finanzkrise verlangte. Nach dem Sturz der Regierung Briand wurde er erneut im Juli 1926 Regierungschef, blieb dies jedoch nur zwei Tage. Von Juli 1926 bis November 1928 war Herriot Minister für öffentliche Bildung und schöne Künste in der Mitte-rechts-Regierung unter Raymond Poincaré von der Alliance démocratique.
Nach den Wahlen 1932 wurde Herriot zum dritten Mal Regierungschef. Er vertrat Frankreich auf der Konferenz von Lausanne, auf der die deutschen Reparationsverpflichtungen gegen eine geringe Abschlusszahlung, die nie geleistet wurde, gestrichen wurden. Als Herriot anschließend für die Zahlung einer weiteren Rate zur Begleichung der französischen Kriegsschulden an die USA eintrat, die bislang immer mit den deutschen Reparationen beglichen worden waren, scheiterte seine Regierung im Dezember 1932 in der Abgeordnetenkammer. Wenig später folgte er einer Einladung Stalins in die Ukraine. Herriot ließ sich von der sowjetischen Propaganda missbrauchen, als er den wirtschaftlichen Fortschritt in der Sowjetunion trotz der dort grassierenden Hungersnot lobte. Beeindruckt von den Unruhen vom 6. Februar 1934 in Frankreich trat er als Staatsminister in das Kabinett Doumergue ein, eine breite bürgerliche Koalition von Radikalen und Reformsozialisten bis zur konservativen Fédération républicaine. Er blieb in den nachfolgenden Kabinetten Flandin und Laval Staatsminister und versuchte, dort einen vermittelnden Einfluss auszuüben. Trotz einiger Skepsis unterstützte Herriot anlässlich der Wahlen 1936 den Zusammenschluss der linken Parteien zur Volksfront. Im Juni 1936 übernahm er wieder den Vorsitz der Abgeordnetenkammer und behielt dieses Amt bis zum Ende der Dritten Republik. Sparpotential bei den öffentlichen Finanzen in Lyon sah er 1937 bei den Insassen der psychiatrischen Anstalt Le Vinatier, deren Essensrationen er verkleinern wollte.
Nach der Niederlage vom Juni 1940 enthielt sich Herriot der Stimme, als am 10. Juli 1940 in der Nationalversammlung eine Verfassungsänderung und die weitgehende Bevollmächtigung von Marschall Pétain zur Entscheidung anstanden. Herriot war ein Gegner des mit Nazideutschland sympathisierenden Generals.
Aus Protest gegen die Verleihung von Ehrenmedaillen an Mitglieder der mit den Deutschen kollaborierenden französischen Freiwilligenlegion (Légion des volontaires français) gab er 1942 seine eigene Medaille zurück. Das Vichy-Regime stellte ihn unter Hausarrest. Nach der Landung der Alliierten in der Normandie im Juni 1944 wurde Herriot von den Deutschen bis zum Kriegsende im Département Meurthe-et-Moselle in Maréville interniert. Im August 1944 weigerte er sich, an den Plänen von Pierre Laval und des deutschen Botschafters Otto Abetz für eine Restauration der Dritten Republik mitzuarbeiten, die als Gegengewicht zur provisorischen Regierung von General de Gaulle gedacht war.
Nach dem Krieg kehrte Herriot im Mai 1945 zurück in das Bürgermeisteramt von Lyon und wurde 1947 erneut Präsident der Abgeordnetenkammer. Dort war er Gegenspieler de Gaulles und seiner Pläne, dem Staatspräsidenten mehr Macht einzuräumen. Bei der Wahl zum Präsidenten 1953 ließ er sich aus gesundheitlichen Gründen nicht mehr aufstellen.
Als in Basel am 27. Juni 1948 das Denkmal der Dankbarkeit eingeweiht wurde, beendete Herriot seine Rede mit den Worten: Vive la Suisse, terre de travail, de liberté et de bonté. („Es lebe die Schweiz, ein Land der Arbeit, der Freiheit und der Freundlichkeit.“).

## Auszeichnungen
Von der Universität Glasgow wurde ihm 1933 der Doktorgrad honoris causa verliehen.
Édouard Herriot wurde am 5. Dezember 1946 in die Académie française gewählt. Er war Offizier der Ehrenlegion. 1954 ehrte ihn der Weltfriedensrat mit dem Internationalen Friedenspreis.
In Lyon gibt es das nach ihm benannte Gymnasium Lycée Edouard Herriot sowie das Krankenhaus Hôpital Edouard Herriot. In Frankfurt am Main ist die Herriotstraße in der Bürostadt Niederrad im Stadtteil Schwanheim nach ihm benannt.

## Werke
- Philon le Juif, Essai über die Alexandrinische Schule, 1897
- Madame Récamier et ses amis, Paris, Plon-Nourrit, 1904 [Neuedition Payot 1924]
  - Kinoadaption: Madame Récamier 1928 durch Tony Lekain und Gaston Ravel
- Un ouvrage inédit de Mme de Staël. Les «Fragments d’écrits politiques» (1799), Paris, Plon-Nourrit, 1904
- La Vie et la Passion de Michel Servet, Paris, La Raison, 1907
- Vieille et jeune Turquie, Paris, Rousseau, 1911
- Créer, 2 Bände, Paris, Payot & Cie, 1919
- La Russie nouvelle, Paris, Ferenczi, 1922
- Impressions d’Amérique, Lyon, Audin & cie, 1923
- Dans la forêt normande, Paris, Librairie Hachette, 1925
- Pourquoi je suis radical-socialiste, Paris, Les éditions de France, 1928
- La Vie de Beethoven, Paris, Gallimard (coll. Vie des hommes illustres), 1929
- Europe, Paris, les éditions Redier, 1930
- Sous l’olivier, Paris, Librairie Hachette, 1930
- La porte océane (Sur les terres des abbayes, les foyers spirituels de Rouen), Paris, Librairie Hachette, 1932
- La France dans le monde, Paris, Hachette, 1933
- Le Problème des dettes, Paris, Fasquelle, 1933
- Orient, Paris, Librairie Hachette, 1934
- Lyon n’est plus [4 Bände: «Jacobins et Modérés», «Le Siège», «La Réaction», «La Répression»], Paris, Hachette, 1937–1940
- Sanctuaires, Paris, Librairie Hachette, 1938
- Aux sources de la liberté, NRF, Gallimard, Paris, 1939
- La Triple Gloire de Lyon, Lyon, Audin, 1946
- Pages immortelles de Diderot, choisies et expliquées, Éditions Correa, Paris, 1949
- Lyon, éditions Pierre de Tartas, 1949
- Études françaises, éditions du milieu du monde, 1950
- Notes et maximes, [posthum], J. Bérard, 1962